# Киотский метрополитен
Кио́тский метрополите́н (яп. 京都市営地下鉄) — метрополитен города Киото, состоящий из двух пересекающихся линий, которые частично выходят на улицу и продолжаются в пригороды города и в город Оцу.

## Линии киотского метро
Зелёная линия простирается на юг, там она соединяется с железной дорогой фирмы «Кинтэцу», которая идёт до Нары с пересадной в Ямато-Сайдай-дзи, имеются также беспересадочные поезда. Зелёная линия проходит через центральный железнодорожный вокзал (станция Киото). На станциях Киото (12 декабря 2015 года), Сидзё (10 октября 2015 года) и Карасума Оикэ (20 декабря 2015 года) установили автоматические платформенные ворота.
Красная линия простирается с востока на запад и продлевается фирмой Киото Хайспид-рэйл до станции Рокудзидзо в городе Удзи; а ответвление этой линии от станции Миссасаги на запад (Линия Кейхан Кейсин) следует до города Оцу, Сига — дополнительные 7 остановок до вокзала Хама-Оцу.
Две линии пересекаются на станции Карасума Оикэ. Красная линия — самая самая новая и современная в Киотском метрополитене и Японии в целом. Каждая станция имеет цветовой код для лёгкого распознавания. Вся линия полностью автоматизирована, на всех станциях установлены платформенные раздвижные двери.
12 октября 1997 года открылся первый раздел от станции Дайго до станции Нидзё. 26 ноября 2004 года открылся участок от станции Дайго до станции Рокудзидзо. Участок с продлением на запад от станции Нидзё до станции Удзумаса Тэндзингава открылся 16 января 2008 года.
| Цвет    | Имя                 | Буква | Маршрут                              | Первая секция Открылась | Последнее расширение | Длина км | Станции | Поездок в год (000) |
| ------- | ------------------- | ----- | ------------------------------------ | ----------------------- | -------------------- | -------- | ------- | ------------------- |
| Зелёный | Линия Карасума      | K     | Кокусайкайкан — Такэда               | 1981                    | 1997                 | 13,7     | 15      | 86 742              |
| Зелёный | Линия Кинтэцу Киото | B     | Такэда — Ямато-Сайдай-дзи            | 1988                    | 2000                 | 31,0     | 22      | N/A                 |
| Зелёный | Линия Кинтэцу Нара  | A     | Ямато-Сайдай-дзи — Кинтэцу Нара      | 2000                    | -                    | 4,4      | 3       | N/A                 |
| Красный | Линия Тодзай        | T     | Рокудзидзо — Мисасаги                | 1997                    | 2004                 | 8,7      | 8       | 49 410              |
| Красный | Линия Тодзай        | T     | Мисасаги — Сандзё Кэйхан             | 1997                    | -                    | 3,4      | 4       | 49 410              |
| Красный | Линия Тодзай        | T     | Сандзё Кэйхан — Удзумаса-Тэндзингава | 1997                    | 2008                 | 5,4      | 7       | 49 410              |